# Дітріх Ломанн
Дітріх Ломанн (нім. Dietrich Lohmann; 12 жовтня 1909, Гамельн — 12 травня 1943, Атлантичний океан) — німецький офіцер-підводник, корветтен-капітан крігсмаріне.

## Біографія
1 квітня 1930 року вступив на флот. З 15 січня по 25 червня 1941 року — командир підводного човна U-554, з 17 липня по 12 жовтня 1941 року — U-579, з 19 листопада 1941 року — U-89, на якому здійснив 5 походів (разом 220 днів у морі). 12 травня 1943 року U-89 був потоплений в Північній Атлантиці північніше Азорських островів (46°30′ пн. ш. 25°40′ зх. д.) глибинними бомбами бомбардувальника «Свордфіш» з борту британського ескортного авіаносця «Бітер» та британських кораблів «Бродвей» та «Лаган». Всі 48 членів екіпажу загинули.
Всього за час бойових дій потопили 4 кораблі загальною водотоннажністю 13 815 тонн.
| Дата             | Назва корабля | Тип                        | Тоннаж | Вантаж                                              | Екіпаж | Загинули | Країна             | Конвой |
| ---------------- | ------------- | -------------------------- | ------ | --------------------------------------------------- | ------ | -------- | ------------------ | ------ |
| 25 липня 1942    | Lucille M.    | Моторний рибальський човен | 54     |                                                     | 11     | 0        | Канада             |        |
| 3 листопада 1942 | Jeypore       | Торговий пароплав          | 5,318  | 6200 тонн генеральних вантажів, включаючи вибухівку | 91     | 1        | Британська імперія | SC-107 |
| 4 листопада 1942 | Daleby        | Торговий пароплав          | 4,640  | 8500 тонн зерна, танки і автозапчастини             | 47     | 0        | Британська імперія | SC-107 |
| 7 травня 1943    | Laconikos     | Торговий пароплав          | 3,803  | 5200 тонн марганцевої руди                          | 34     | 23       | Королівство Греція | SL-128 |

## Звання
- Кандидат в офіцери (1 квітня 1930)
- Морський кадет (10 жовтня 1930)
- Фенріх-цур-зее (1 січня 1932)
- Оберфенріх-цур-зее (1 квітня 1934)
- Лейтенант-цур-зее (1 жовтня 1934)
- Оберлейтенант-цур-зее (1 червня 1936)
- Капітан-лейтенант (1 квітня 1939)
- Корветтен-капітан (1 квітня 1943)

## Нагороди
- Медаль «За вислугу років у Вермахті» 4-го класу (4 роки)
- Нагрудний знак підводника (22 серпня 1942)
- Залізний хрест
  - 2-го класу (24 серпня 1942)
  - 1-го класу (23 листопада 1942)